# Isaac Bentham
Isaac Bentham (27 oktober 1886 - Frankrijk, 5 mei 1917) was een Brits waterpolospeler.
Isaac Bentham nam als waterpoloër eenmaal deel aan de Olympische Spelen; in 1912. In 1912 maakte hij deel uit van het Britse team dat het goud wist te veroveren.
Bentham kwam om tijdens de Eerste Wereldoorlog. Hij diende als sergeant bij de Royal Field Artillery, op het westelijke front. Er is geen graf bekend van Bentham. Zijn naam wordt genoemd op het oorlogsmonument in Arras.
Charles Sydney Smith · 
George Cornet · 
George Wilkinson · 
Charles Bugbee · 
Arthur Edwin Hill · 
Paul Radmilovic · 
Isaac Bentham